# WPPグループ
WPPグループ（英: WPP plc）は、イギリスのロンドンに本拠地を置く世界最大の広告代理店グループ。
世界最古の広告代理店とされているジェイ・ウォルター・トンプソン（JWT）、NYを拠点とする英国の代理店オグルヴィ（Ogilvy、旧称：オグルヴィ・アンド・メイザー, Ogilvy & Mather）、グレイ・グループ、グループエム (GroupM, 傘下にWavemakerなど)、ヤング・アンド・ルビカム、カンター・グループなどを傘下に置く。JWTは2019年2月、ヤング・アンド・ルビカム・グループ傘下のワンダーマンと経営統合し、ワンダーマン・トンプソン (Wunderman Thompson) となった。

## 概要
税務上の理由から、登記上はアイルランドのダブリンに本社を置いている。世界最大の広告代理店（2010年現在）、107カ国に進出。グループ全体で2,400のオフィス、162,000人の従業員を擁する。2016年現在、日本最大の広告代理店グループである電通グループの約3倍の規模を持つ。

## 歴史
1971年に、ワイヤー&プラスチック社（Wire & Plastic Products Plc）設立、ワイヤー製買い物籠の製造を始めた。WPPの名称は、当時の社名の略称からきている。1985年、広告代理店サーチ&サーチの財務担当者だったマーティン・ソレルは、国際マーケティング企業を構築するため676,000ドルで同社の30%の経営権を取得。
1986年にソレルが最高責任者に就任、社名をWPPに改めた。その頃からM&A（敵対的買収）を積極的に進め、WPPは1987年にJWTやヒル・アンド・ノウルトン、MRB Groupを傘下に持つジェイ・ウォルター・トンプソン（JWT）グループを5億6600万ドルで買収。1988年にNASDAQに上場。翌1989年にはオグルヴィ・アンド・メイザー・ワールドワイド（傘下日本法人にオグルヴィ・ジャパン）を買収した。
1998年には日本の大手広告代理店のアサツー ディ・ケイと資本・業務提携した。2000年には、最初のカラーテレビCMを作ったことで有名で、1975年に全米1位（2016年時点では単体で世界10位）となった老舗広告代理店ヤング・アンド・ルビカムを買収した。

## グループ企業
広告代理店のジェイ・ウォルター・トンプソン（JWT）、オグルヴィ・アンド・メイザー・ワールドワイド、GREY group、ヤング・アンド・ルビカム、およびPR会社のヒル・アンド・ノウルトン、オグルヴィ・パブリックリレーションズ、バーソン・コーン&ウルフ、企業ブランディング・デザインのランドー、マーケティングリサーチのKantar Group、またメディアプランニング会社Mindshare、Mediacom等の持株会社であるGroupMを傘下に持つ。
広告関連以外の事業では、台所用品の製造を行うDelfinware Domestic Wireware社を子会社に持つ。1986年に、ノーサンプトンに本社を置きティーポットなどの製造を行うPicquotware社を傘下に収めたが翌1987年に火災により工場を焼失。スタッフォードシャーに移転して生産を再開した。2004年に工場を閉鎖、事業を売却した。
日本におけるヤング・アンド・ルビカムは、電通グループとの合弁会社電通ヤング・アンド・ルビカムとして展開していた。なお、同社におけるWPP（ヤング・アンド・ルビカム）の株式保有率は49%。

## 日本での事業
- ジェイ・ウォルター・トンプソン・ジャパン
- オグルヴィ・アンド・メイザー・ジャパン
- GREY group
- カンター・ジャパン
- グループエム・ジャパン
- ヒル・アンド・ノウルトン
- バーソン・コーン&ウルフ
- ランドー

1998年にアサツー ディ・ケイ（現ADKホールディングス）と資本・業務提携。長らくWPPが株式の約24％を所有、筆頭株主となっていたが、2017年12月に資本・業務提携を解消。
2002年にプラップジャパンと資本・業務提携。関連会社を通じて、20.3%の株式を所有する。